# UFC Fight Night: Lewis vs. Oleinik
UFC Fight Night: Lewis vs. Oleinik（ユーエフシー・ファイトナイト：ルイス・バーサス・オレイニク、別名UFC Fight Night 174、UFC on ESPN+ 32）は、アメリカ合衆国の総合格闘技団体「UFC」の大会の一つ。2020年8月8日、ネバダ州ラスベガスのUFC APEXで開催された。

## 大会概要
本大会ではデリック・ルイスとアレクセイ・オレイニクのヘビー級戦が組まれた。

## 試合結果

### プレリミナリーカード
第1試合 バンタム級 5分3R
○  アーウィン・リベラ vs.  アリ・アルカイシ ×
3R終了 判定2-1（29–28、28-29、29–28）
第2試合 フェザー級 5分3R
○  ユーセフ・ザラル vs.  ピーター・バレット ×
3R終了 判定3-0（30-26、30-26、30-27）
第3試合 フェザー級 5分3R
○  ギャビン・タッカー vs.  ジャスティン・ジェインズ ×
3R 1:43 リアネイキドチョーク
第4試合 ミドル級 5分3R
○  アンドリュー・サンチェス vs.  ウェリントン・ターマン ×
1R 4:14 KO（右ストレート）
第5試合 ライト級 5分3R
○  ナスラット・ハクパラスト vs.  アレックス・ムニョス ×
3R終了 判定3-0（30-27、30-27、30–27）
第6試合 ミドル級 5分3R
○  ケビン・ホランド vs.  ホアキン・バックリー ×
3R 0:32 KO（右ストレート）
第7試合 174.5ポンド契約 5分3R
○  ティム・ミーンズ vs.  ローレアノ・スタロポリ ×
3R終了 判定3-0（30-27、29–28、29–28）
※スタロポリの体重超過によりウェルター級から変更。

### メインカード
第8試合 158.0ポンド契約 5分3R
○  ベニール・ダリウシュ vs.  スコット・ホルツマン ×
1R 4:38 KO（スビニング・バックフィスト）
※ダリウシュの体重超過によりライト級から変更。
第9試合 女子バンタム級 5分3R
○  ヤナ・クニツカヤ vs.  ユリア・ストリアレンコ ×
3R終了 判定3-0（30-26、30-27、30–27）
第10試合 ミドル級 5分3R
○  ダレン・スチュワート vs.  マキ・ピトロ ×
1R 3:41 ギロチンチョーク
第11試合 ミドル級 5分3R
○  クリス・ワイドマン vs.  オマリ・アフメドフ ×
3R終了 判定3-0（29–27、29–27、29–28）
第12試合 ヘビー級 5分5R
○  デリック・ルイス vs.  アレクセイ・オレイニク ×
2R 0:21 TKO（右フック→パウンド）

### 各賞
ファイト・オブ・ザ・ナイト： 該当なし
パフォーマンス・オブ・ザ・ナイト：ダレン・スチュワート、ケビン・ホランド、アンドリュー・サンチェス、ギャビン・タッカー
各選手にはボーナスとして5万ドルが授与された。

### カード変更
負傷などによるカードの変更は以下の通り。